# 뇌줄기

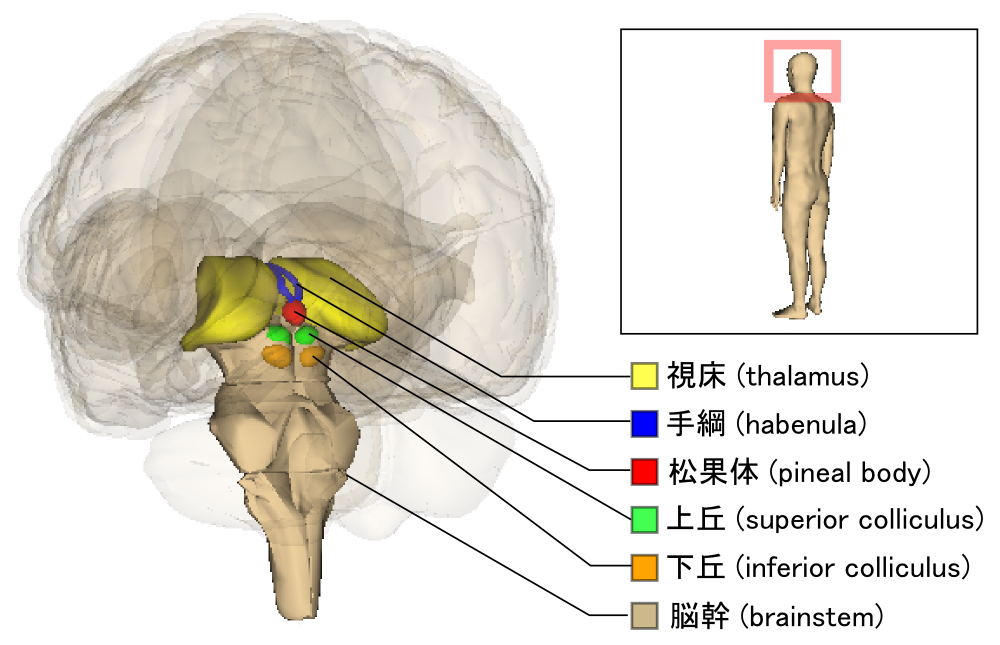
시상(thalamus), 고삐(수강,habenula), 솔방울샘(송과체, pineal body), 위둔덕(상구2개, Superior colliculus), 아래둔덕(하구2개, inferior colliculus), 뇌간(brainstem)

뇌줄기(brainstem 또는 brain stem) 또는 뇌간(腦幹)은 뇌에서 대뇌 반구와 소뇌를 제외한 나머지 부분을 총칭하는 말이다. 해부학적 구조상으로는 척수와 대뇌 사이에 줄기처럼 연결된 뇌의 부분으로 중간뇌, 다리뇌, 숨뇌로 이루어져 있다. 학자나 분야에 따라서는 사이뇌나 소뇌를 뇌줄기에 포함시키는 경우도 있다.  대뇌 반구나 소뇌가 의식적인 여러 활동이나 조절에 관계하고 있는 데 비해 뇌줄기는 무의식적인 여러 활동, 예를 들면 반사적인 운동이나 내장 기능 등의 중추가 되고 있다. 그렇기 때문에 뇌줄기는 '살아가는' 데 있어 필수적이지만, 대뇌 반구나 소뇌는 '보다 잘 살아가기' 위한 구조라고 할 수 있다.

## 사이뇌
사이뇌 또는 간뇌(間腦, diencephalon)는 대뇌 반구 안쪽에 위치해 있고 따라서 대뇌 반구에 둘러싸여 있으며, 전뇌, 중뇌, 후뇌의 순서상에서 해부학적으로  뇌줄기 중에서 가장 먼저 시작되는 부분으로 보기도 한다.
사이뇌의 일부인 '시상(視床)하부'는 여러 뇌 영역에 걸쳐서 중복적으로 포함된다. 시상하부는 내장·혈관 등의 작용에 있어 최고 중추로, 자율 신경계 및 대사성 내분비 기능을 직접 지배하며, 이로써 온몸에 있는 기관의 작용을 생명 유지를 위해 통일된 조절을 하고 있다. 따라서 여기에 이상이 생기면 체온 조절·대사·소화기 활동·심장 기능 등 광범위한 자율성 기능에 변조를 가져온다. 시상하부와 내분비 기관인 '하수체'는 신경 분비와 하수체 문맥계에 의해 형태적·기능적으로 밀접한 관계이며, 하수체의 내분비 기능은 직접 시상 하부의 지배를 받고 있다.
시상은 시상 하부 위쪽의 큰 부분을 차지하며 다수의 신경핵(신경 세포 집단)이 존재한다. 여기는 지각의 중계소로, 온몸의 피부로부터 오는 지각 신경은 일단 여기에서 끝나며 여기에서 비로소 출발하는 신경이 대뇌 피질의 지각령에 연락한다. 그 때문에 피부에서 오는 정보는 지각령에 도달하여 의식되기 전에 시상에서 다른 기관, 예를 들면 근육 등으로 보내져 신속하게 목적에 부합된 반사적 행동을 일으킬 수 있다. 시상에서는 이미 어떤 감각이 의식된 듯하며, 막연한 쾌·불쾌 등은 대뇌 피질에 도달하지 않아도 시상에서 일어난다고 볼 수 있다. 시각·청각의 중계소인 슬상체(膝狀體)는 시상 바로 옆에 있으며, 넓은 의미에서는 시상의 일부로 간주되므로 시상은 인간의 중요한 정보 수집 경로의 모든 중계소라고 할 수 있다.

## 중간뇌
중뇌(中腦, midbrain 또는 mesencephalon, 중간뇌)는 간뇌와 능뇌 사이에 있으며, 다수의 구심성·원심성 신경의 경로이다. 또 많은 신경핵이 존재하며, 주로 반사성 연락에 관계한다. 중뇌의 뒷면에는 고무공을 반으로 잘라 씌운 듯한 네 개의 소구(小丘)가 늘어서 있다. 그 가운데 사이뇌 쪽에 있는 2개(상구)에는 시각계, 능뇌 쪽에 있는 2개(하구)에는 청각계 신경이 작용하며, 이곳에서 반사성 연락에 해당하는 신경이 나온다. 중뇌 내부에 있는 적핵(赤核)이나 흑질(黑質)은 모두 골격근 운동의 조절 역할을 하는 추체 외로의 중계소이다.

## 다리뇌와 숨뇌
중간뇌로 이어지는 팽융부(膨隆部)가 '다리뇌' (pons, 교뇌), 이것이 척수로 이행해가는 부분이 '숨뇌(연수, 延髓, medulla oblongata)'이다. 이들 배쪽에는 구심성·원심성 신경 다발이 달리고 있으며, 등쪽에는 뇌신경 핵이 존재한다. 교 배쪽의 불룩한 부분은 교핵이 존재하기 때문이며, 이 핵은 운동 신경의 추체 외로에 관계하는 신경 세포의 집합체로, 소뇌 피질과의 연락을 맡고 있다. 연수의 배쪽에는 추체로(錐體路)의 운동성 신경의 대부분이 반대쪽으로 이행하고 있으며, 이를 '추체 교차'라고 한다. 그 바로 위쪽 내부에는 지각성 신경이 반대쪽으로 이행하고 있으며, 이를 '모대(毛帶) 교차'라고 한다. 교뇌와 연수 등쪽의 소뇌 사이의 공간은 '제4뇌실'이라 부른다. 그 바닥을 이루는 부분은 사다리꼴을 하고 있어 '능형와(菱形窩)'라고 하는데, 여기에는 제5부터 제12까지의 뇌신경에 관계된 신경 세포가 가득 들어 있으며, 뇌신경핵이라고 총칭되고 모두 중계소 역할을 하고 있다. 특히 제10 뇌신경(미주 신경)은 골반내장을 제외한 모든 내장을 지배하는 자율 신경인데, 그 출발점(신경핵)이 연수에 있다는 것은 내장의 여러 기능의 중추가 연수임을 시사한다. 실험적으로 동물은 대뇌 피질을 적출해도 죽지 않지만 연수가 손상되면 단시간에 죽는다. 연수에는 또한 피부에서의 지각 신경의 최초의 중계소인 골핵 및 블루다하핵과 운동성 추체 외로의 중계소인 올리브핵 등이 존재한다.

## 그물체
그물체 (reticular formation) 또는 망상체는 사이뇌·중간뇌·다리뇌·숨뇌의 중심부에 연속해서 존재하는 신경 섬유다발의 구조로 연결되어 그물모양의 망상을 이루는 것들 모두를 말한다. 신경 세포가 그물 모양의 신경 섬유 사이에 산재하는 데서 이런 이름이 붙었다. 이 부분은 의식(각성)과 깊은 관계가 있으며, 이곳이 활성화되면 각성이 뚜렷해지는데, 활동성이 낮아지면 의식이 몽롱해진다. 특히 수면 상태에서 그물체의 기능은 현저하게 저하된다. 그물체와 대뇌 피질 사이에는 밀접한 신경 연락이 존재하며, 대뇌 피질 활동은 그물체에 의해 활성화된다. 이러한 그물체의 세트를 그물체 활성화 시스템(reticular activating system, RAS)이라고 한다.

## 같이 보기
- 앞뇌 (forebrain, prosencephalon, 전뇌)

- 끝뇌 (telencephalon, 종뇌)
- 사이뇌 (diencephalon, 간뇌)

- 중간뇌 (midbrain, mesencephalon, 중뇌)
- 마름뇌 (hindbrain, rhombencephalon, 후뇌)

- 뒤뇌 (metencephalon)

- 다리뇌 (pons)
- 소뇌 (cerebellum)

- 숨뇌 (myelencephalon, medulla oblongata, 연수)